# PCケース

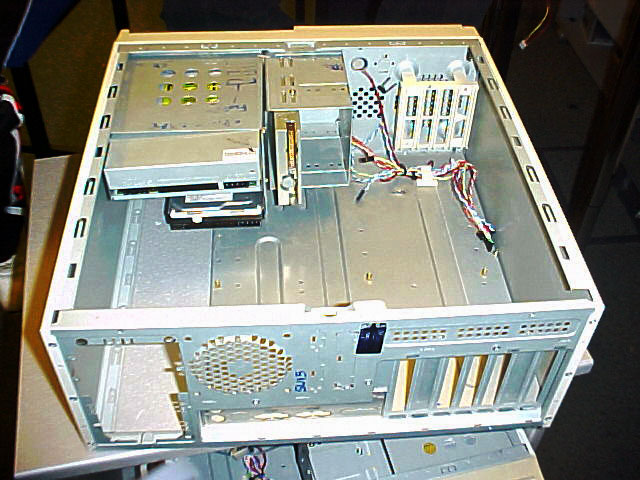
ATXケースを空にして横倒しにした状態。マザーボードはこの中に水平に入る

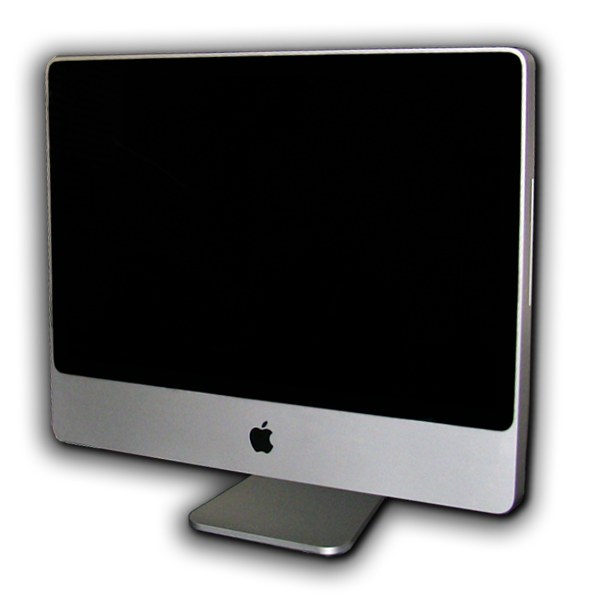
AppleのiMac（2007年）。LCDスクリーンの後方がケースになっており、1.25インチ（3.17cm）の厚さの中にすべての部品が入っている

PCケース（ピーシーケース、英: computer case, computer chassis, cabinet, tower, box, enclosure, housingまたはcase）はパソコンのマザーボードやそれに付随する部品を組み付ける箱のことである。
似たような名前で「ノートPC用のケース」もあるが、こちらは持ち運び時や保管時に入れておくものであり、本項で説明する物とは異なる。

## 概要
PCケースなしで部品がむき出しの状態でも、（原理的には）パソコンを稼動させることはできるが、精密機器であるPCの構成部品は埃や水、衝撃や振動から守るために、通常はケースに部品を組み付けて格納する。また、PCの高性能化と共に熱問題が深刻化してくると、適切な冷却のために内部通気のコントロールも重要になっている。
市販されているものは放熱や強度を考えて金属製の部品によって作られていることが多い。主に使用される素材は亜鉛めっき鋼板、ステンレス鋼、アルミニウム合金などである。亜鉛めっき鋼板は安価だが重く、長期間の使用で腐食する可能性がある。ステンレスやアルミ合金は腐食の心配は低いが亜鉛めっき鋼板より高価になる。またアルミは軽いが強度が低く、特に組み直しの頻度が多いとネジ穴を潰してしまう可能性がある。比重の軽い素材を用いれば軽くできるが、ケースはある程度の重量と剛性がないと内部からの騒音やドライブの振動を吸収できない。性能は格納製、頑丈さ、デザイン、工作精度、放熱性、その他の部品との相性などによって異なる。
当初、PCは高価な機器であったこともあり、ケースは頑丈に作られていた。1990年代後半頃からPC/AT互換機の普及と大幅な低価格化、また自作やアップグレードの一般化とともに、ケースも低コスト化と同時に整備性が重視されるようになってくる。各部品を取り付ける箱組みフレームのケース本体に、大きなコの字型の外装カバーを被せる構造から、カバーは付け外しが容易なように2ピースや3ピース構成が一般的となり、他にもマザーボードを取り付けるバックプレートが引き出し可能になったり、大型化したCPUクーラーを支える裏面フレーム取付のためバックプレートが穴開きになる、ドライブの取付がレールマウントになる等、逐次改良が進められてきた。マザーボードとトータルで設計されるメーカー製PCのケースには、ドライブを所定の位置に取り付けるだけでI/Oと電源の接続が同時になされ、作業を効率化していることも少なくない。また、前述の熱問題から、吸排気性能を強化するために通気穴が増やされたり、ケース自体にファンがつくことが一般化したが、PCのニーズが多様化して静粛性重視で逆にファンレスのものも現れている。
ケースの大きさは大きさによってフルタワー型、ミドルタワー型などがあり、省スペース性を考慮し、microATX、miniITXなどのマザーボードにのみ対応したコンパクトタイプ、キューブタイプ、スリムタイプのものなど、形も様々であり最近ではアルミニウムフレームを使ったオープンタイプのケースや、内部のパーツを見せるために透明アクリルを張った窓が開いており、さらに照明や電飾を付加しているものも存在する。自作パソコンではケース自体を自作する事も見られ、その素材は木、段ボールなど様々である。市販のケースを工具で改造しデコレーションするユーザーもいる。PCサーバではデータセンター等への設置用途で、19インチラックへのマウントを前提としたタイプも多く使われる。
PCケースは、マザーボードや光学ドライブなどの規格に合わせて取り付け用のねじ穴などが切られているため、使用するマザーボードの規格に合わせたものを使用する必要がある。そのためPCケースが単体で販売される場合は、マザーボードの種類に応じ「ATケース」「ATXケース」などといった形で販売されることが多い。また、ケースには電源ユニットが付属して販売される場合と、サーバ用ケースなどハイエンド品のように電源ユニットが付属せず、純粋にケースのみで（電源を別売として）販売される場合がある。
ケースによってはフロントにドアを搭載しているタイプも存在し「ドアつき」などと呼称されている。サーバ用ケースでは、内部の部品を勝手に交換されたり、特に内部の固定ディスク（HDD、SSD等）を盗まれたりすることを防ぐため、ケースに鍵をかけ、鍵を開けないとケース内部にアクセス出来ないものもある。近年ではDELL等の事業ユース向け汎用PCでも、ケースの開閉を禁じる南京錠や持出防止セキュリティワイヤー等の取付部が備わったものが一般化している。
2010年代以後、自作PCユーザーを対象とするケース単体売り需要は、ATX規格が未だに現役で2000年代以前のケースでも使用自体は可能で買替インセンティブが薄いこともあり、製品開発はゲーミング方面に傾いている。ゲーミング用ケースは内部の各パーツにまで巡らされた電飾を見せることを念頭に、外装パネルはアクリルやガラス等の透明で、見栄えの邪魔になる電源ユニットやドライブベイは下層に押し込めた配置が一般的である。高電力消費のCPUとグラフィックカード搭載が前提で、吸排気ファンの清掃頻度が高いこともあり、カバー開閉が容易あるいは撤廃してしまったオープンタイプのデザインも増えている。

## 分類
PCケースはその大きさ、形状によって呼び方が異なる。
- フルタワー：高さ50cm以上[3]
- ミドルタワー：高さ40cm - 55cm[3]
- ミニタワー：高さ45cm以下[3]

## 主なメーカー
- Antec
- ZALMAN
- Chieftec
- Cooler Master
- DeepCool
- Fractal Design
- 聯力工業股份有限公司 (Lian Li)
- NZXT
- Sharkoon
- SilverStone Technology
- Vantec
- PC Power & Cooling
- 株式会社サイズ
- アクティス株式会社
- オウルテック
- アビー
- 星野アイエヌジー
- ENERMAX

## 画像

コンピュータケース
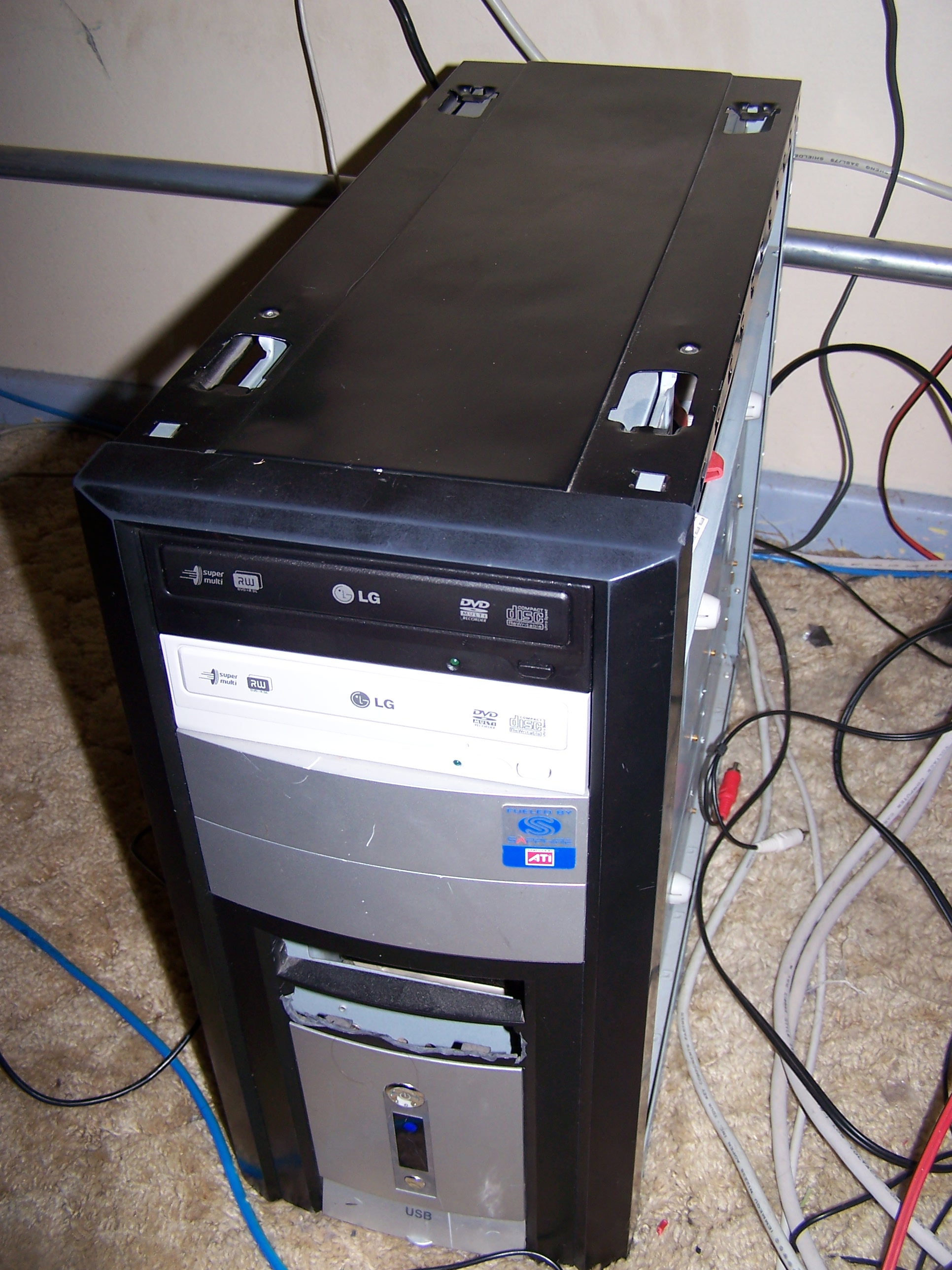
黒のミドルタワーケース(ATXフォームファクタ)
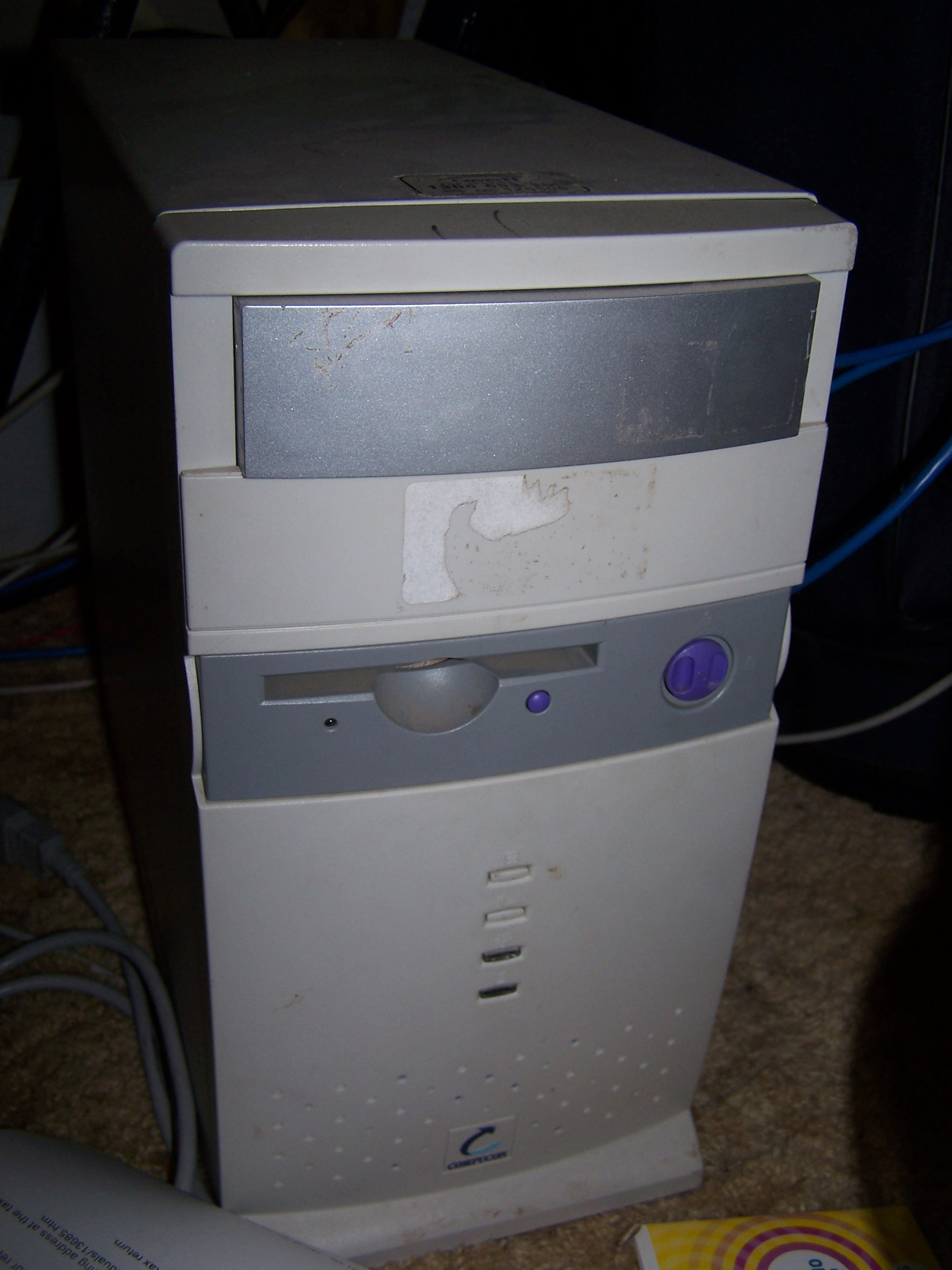
ベージュの小型タワーケース(microATXフォームファクタ)
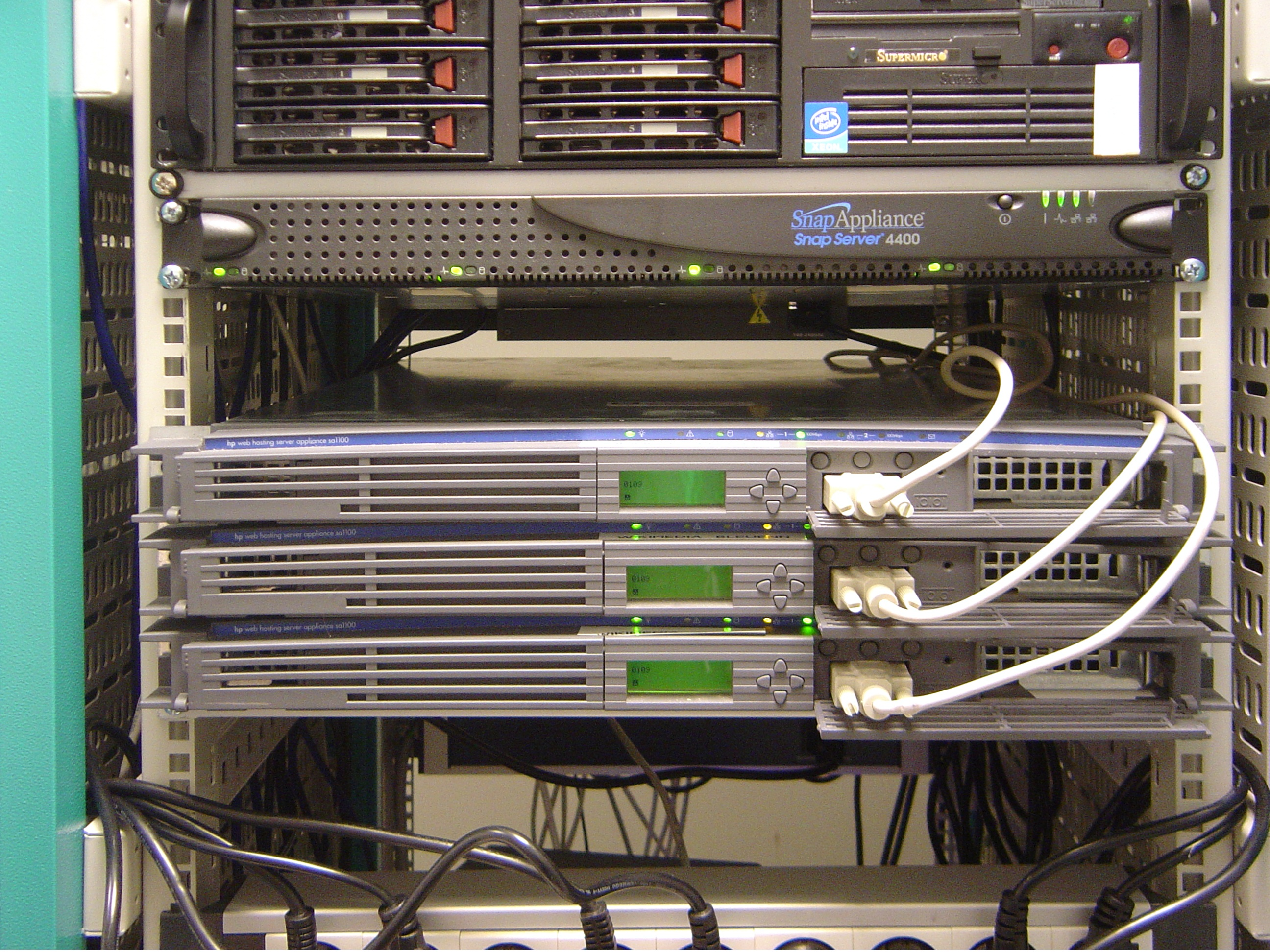
ウィキメディアのサーバーのうちの3つは1ユニット19インチラックケースに入っている。
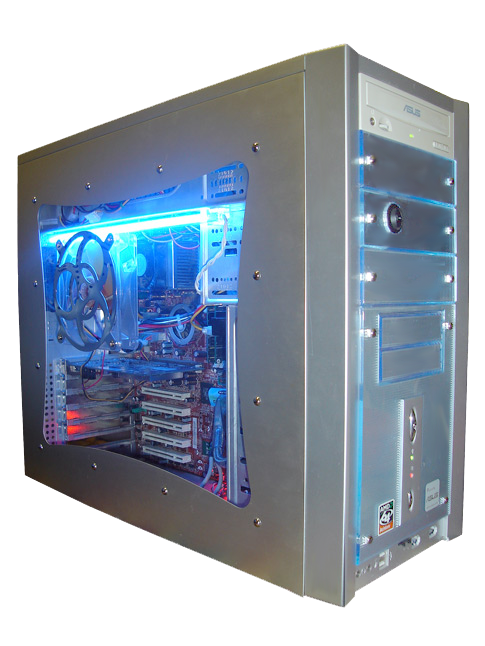
アクリルパネル付きの大型タワーケース
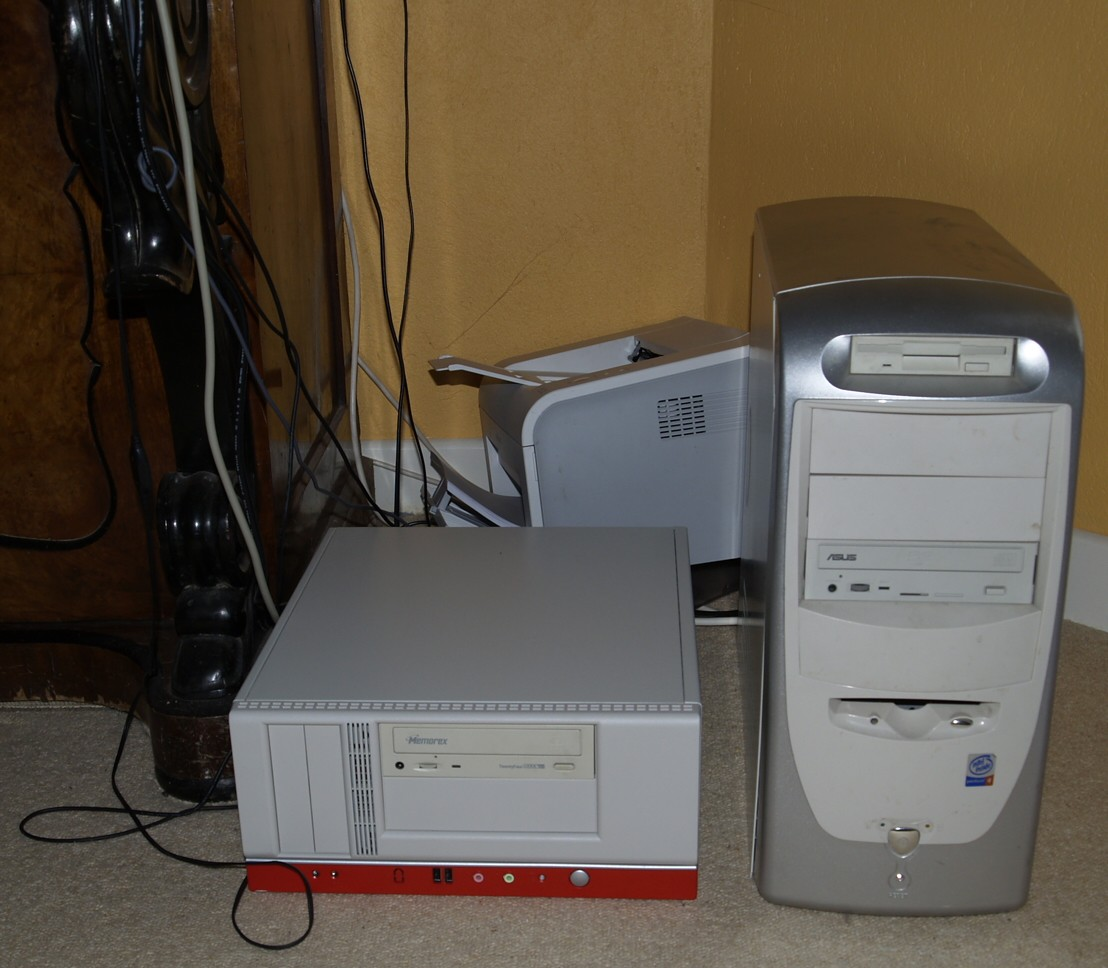
MicroATX用ケースとATX用タワーケース
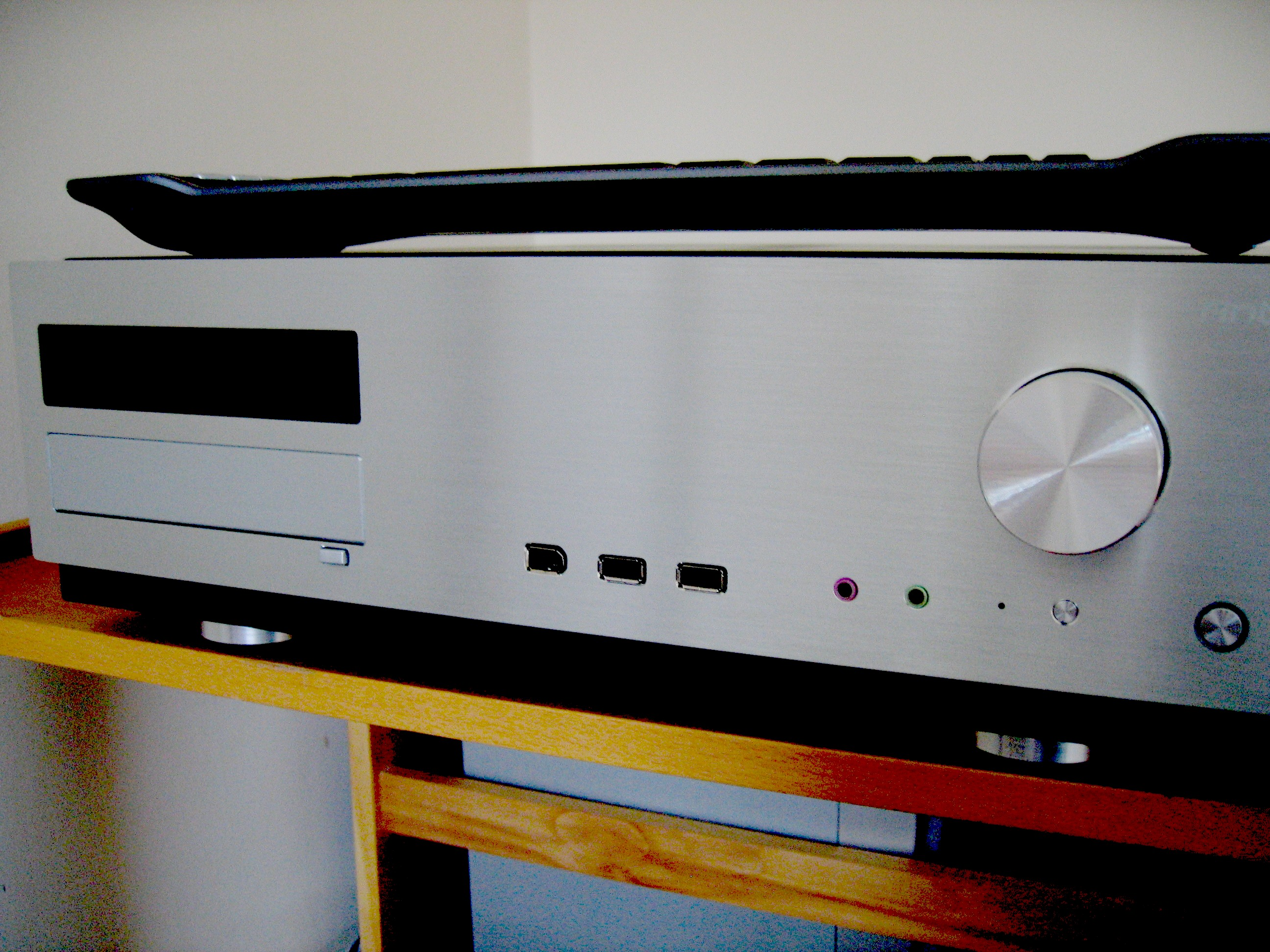
Antec Fusion V2 ホームシアターPCケースには蛍光表示管が、前方に入出力ポートとボリュームコントロールがついている。